# Réserve de Guembeul
La réserve de Guembeul (Réserve spéciale de faune de Guembeul) est une réserve naturelle privée du Sénégal, située à 5 km au sud de Saint-Louis, en direction de Louga. 

## Histoire
La réserve a été créée en 1983, elle a été classée par la convention de Ramsar en 1986. Le site est sous la surveillance de l'armée sénégalaise .

## Le site

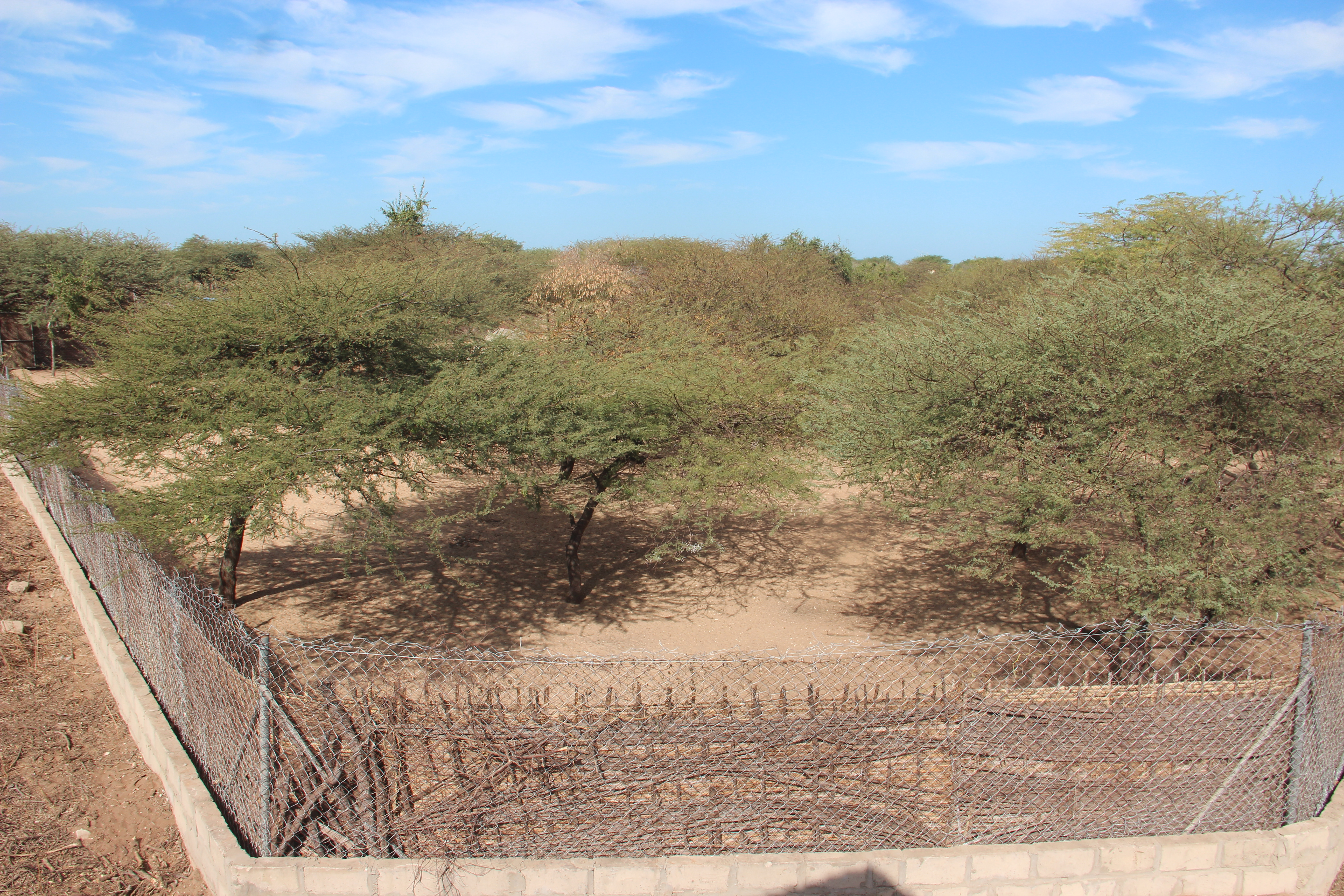
Enclos.

D’une surface de 720 ha dont une partie est constituée par un lac de 200 ha, elle est entourée d’une clôture périphérique de 12 km, qui a également favorisé la régénération des savanes à Acacia.
La Réserve est une vaste lagune salée cernée de végétation sahélienne et alimentée par les pluies saisonnières et l’eau salée de l’estuaire du fleuve Sénégal.
Les eaux saumâtres à salées des lagunes sont contrôlées par un système de vannes hydrauliques.

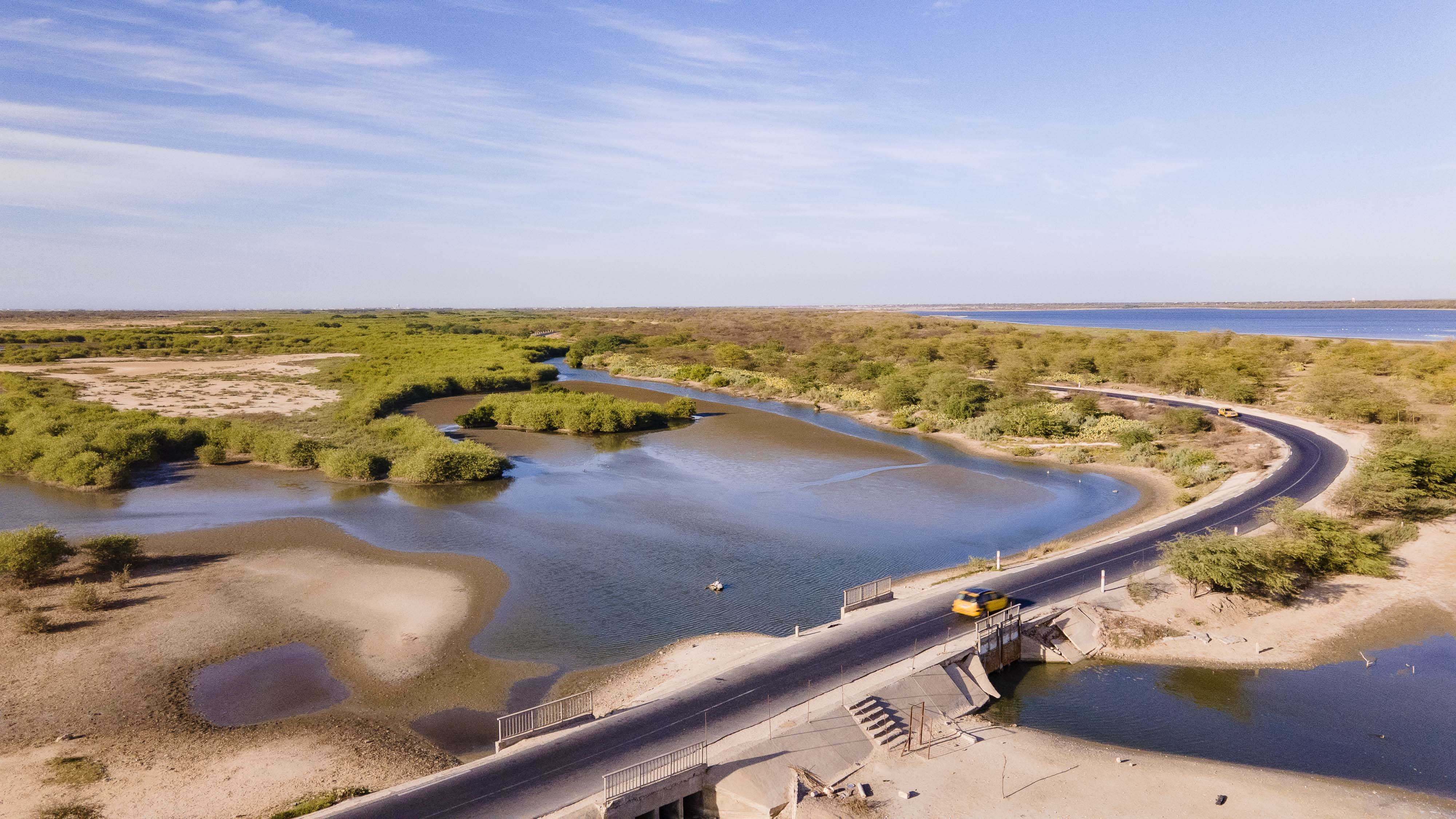
Belle vue sur la réserve de Guembeul

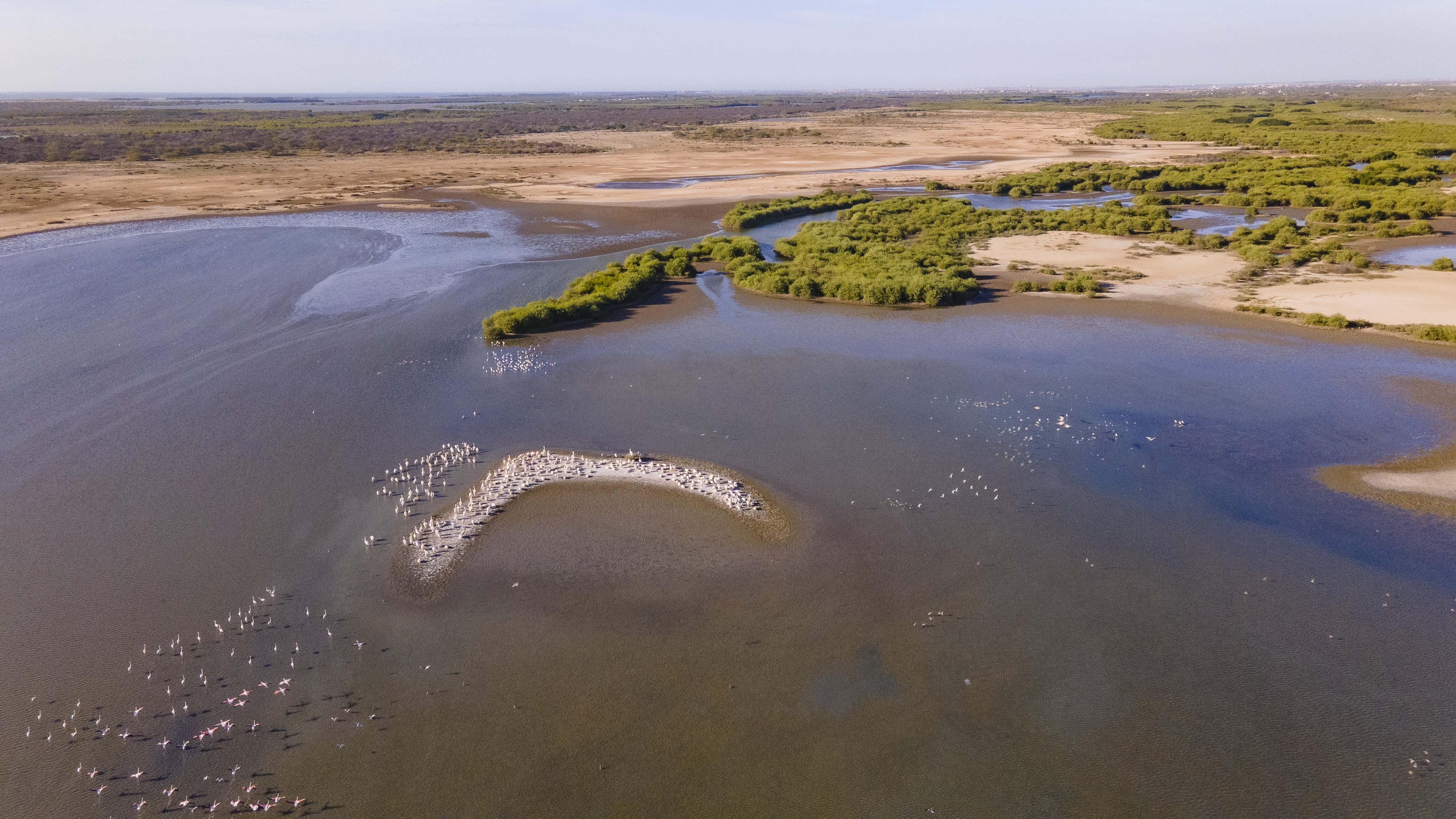
Lagune de la réserve de Guembeul

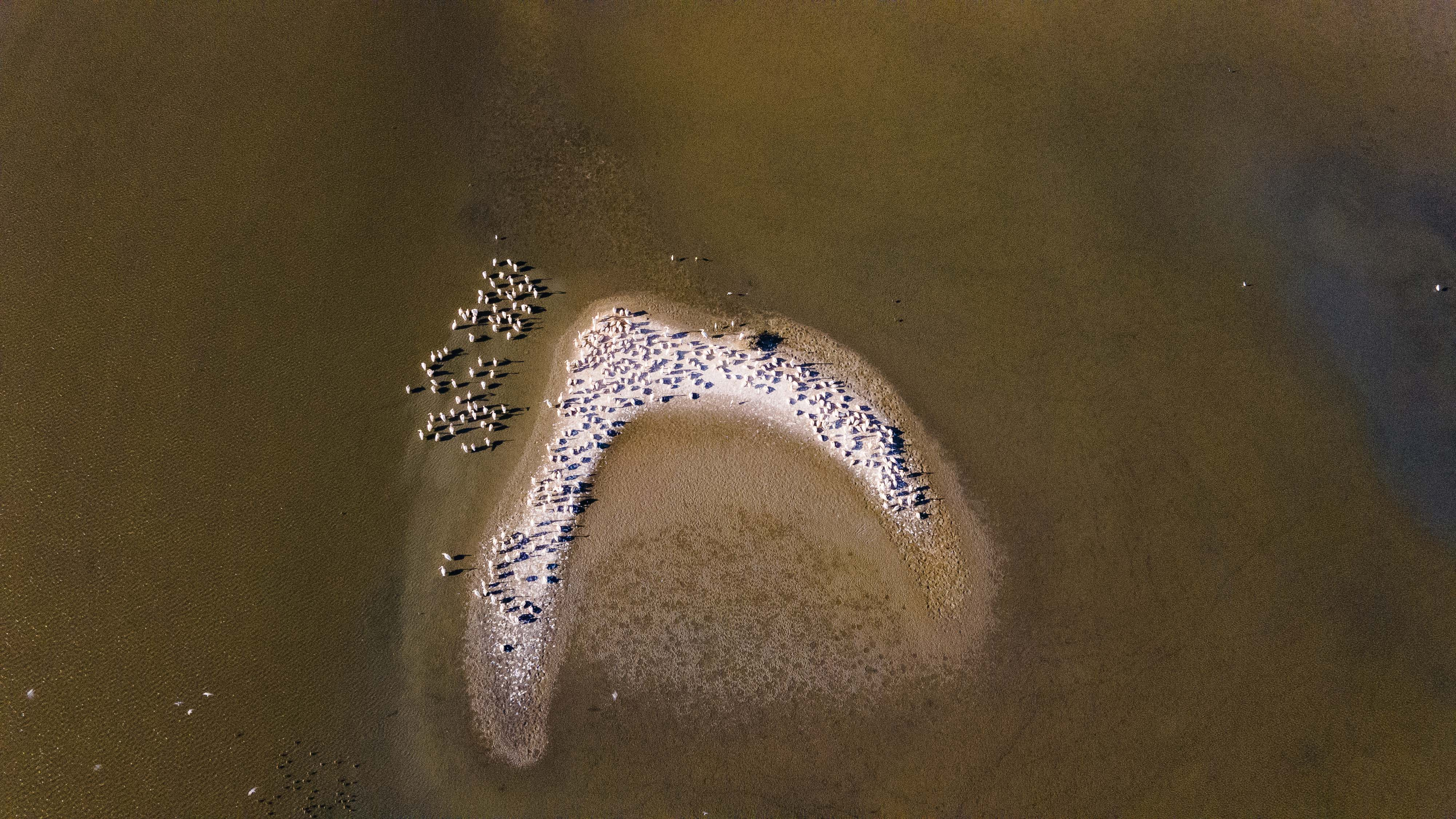
Oiseaux regroupés dans la lagune de la réserve de Geumbeul

## Espèces protégées
La réserve abrite principalement une faune en voie d’extinction. 
On y trouve notamment des tortues géantes appelées tortues sillonnées, qui peuvent vivre plus de 100 ans, des gazelles dama offertes à la réserve par le Roi d'Espagne en vue de leur réintroduction dans le milieu sahélien du Ferlo, puisqu'ils étaient en voie d'extinction en Afrique (à cause de nombreux combats entre les mâles dominants dans la Réserve), des Oryx dammah offerts par Israël pour la réintroduction, des lièvres, des phacochères, des renards pâles, des singes rouges (patas), des écureuils.
Moins nombreuses qu’au Parc national du Djoudj, 200 espèces d'oiseaux y sont pourtant représentées : flamants roses (Phoenicopterus ruber roseus), barges à queue noire (Limosa limosa), spatules d’Europe (Platalea leucorodia ), goélands railleurs (Larus genei), bécasseaux minute (Calidris minuta), etc. La réserve est notamment connue pour être le plus grand site de nidification d'avocettes (Recurvirostra avosetta) du Sénégal. 
124 de ces espèces sont protégées par la convention de Berne et celle de Bonn.

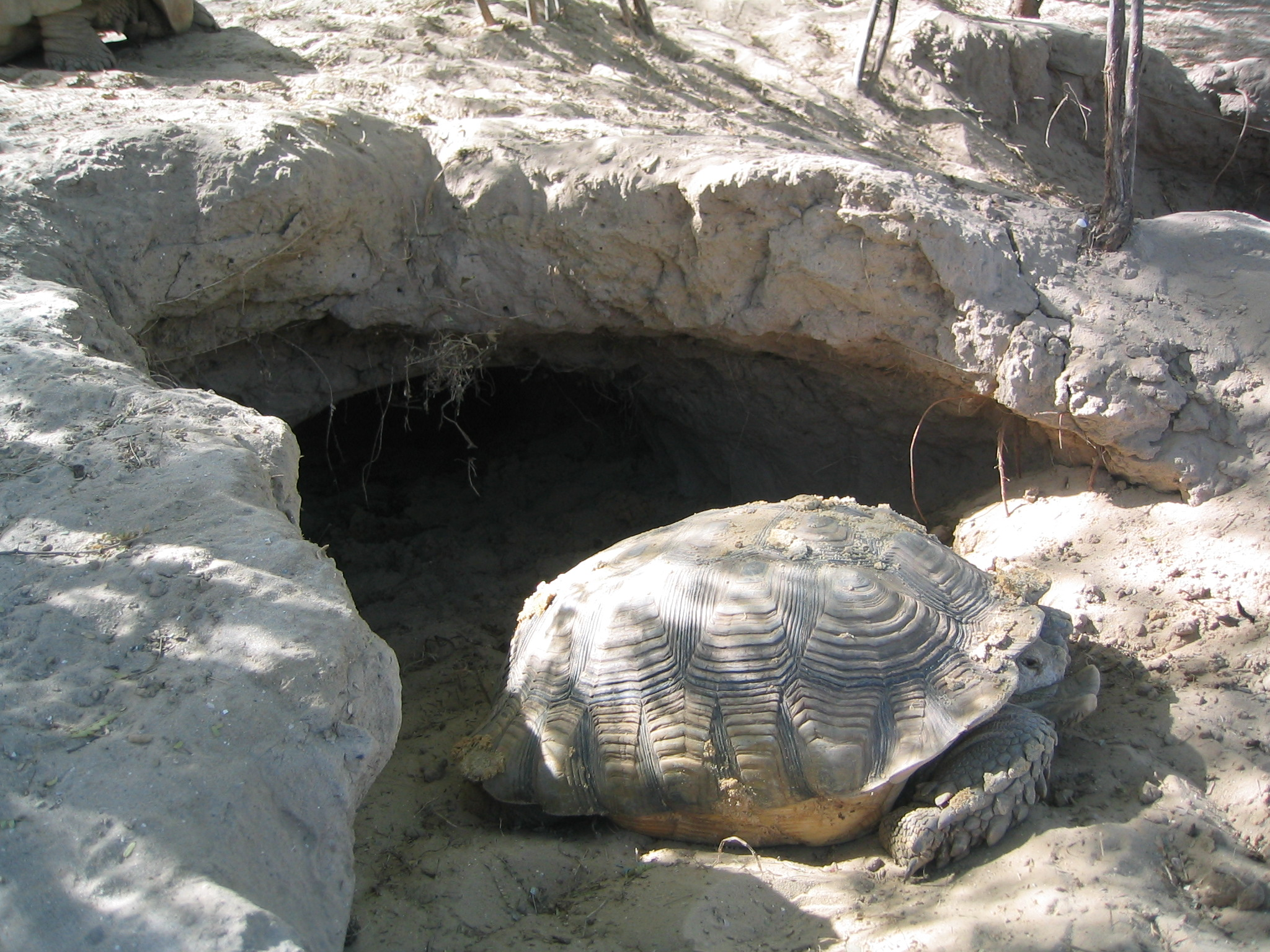
Tortue géante Geochelone sulcata
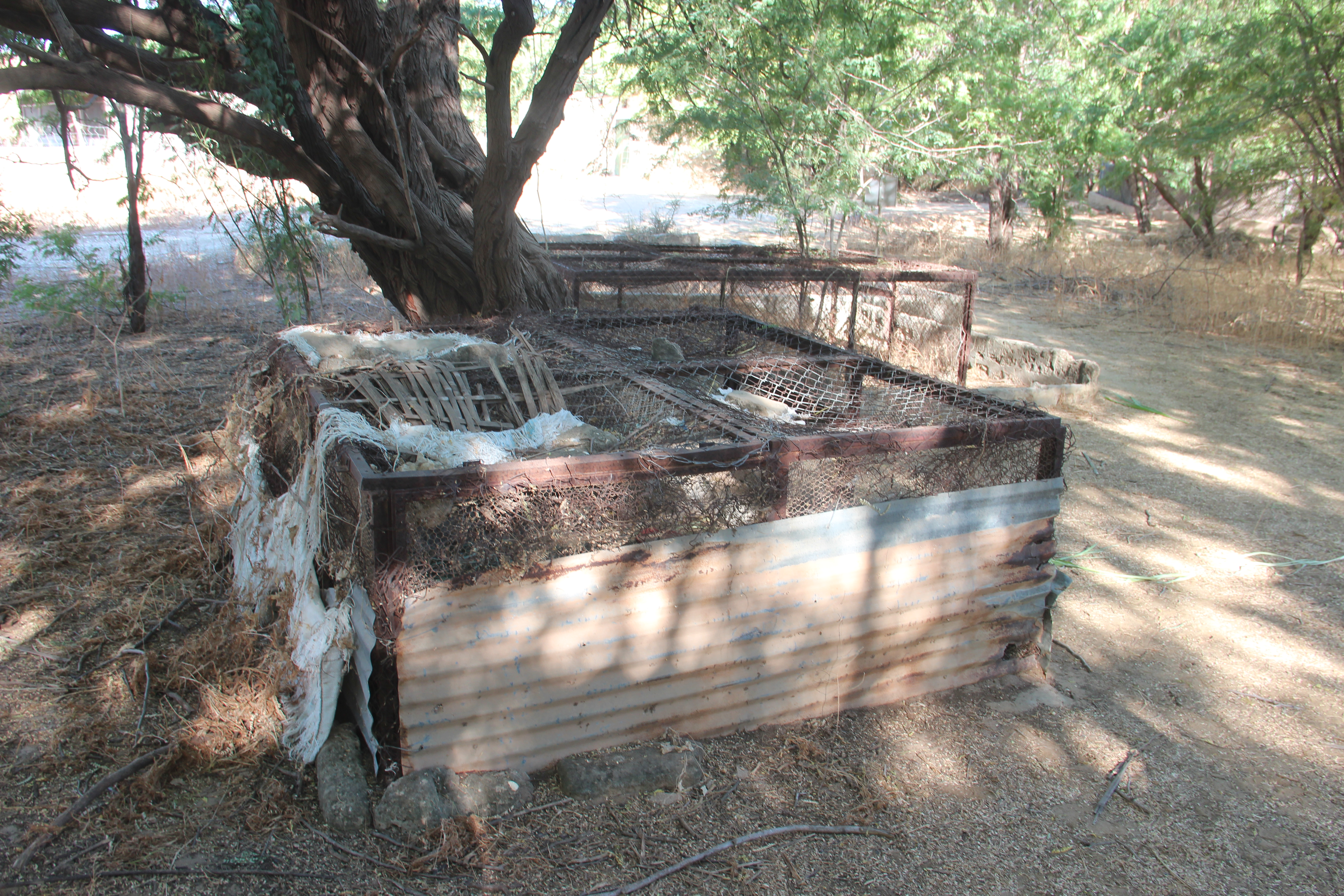
Abri pour les bébés tortues.
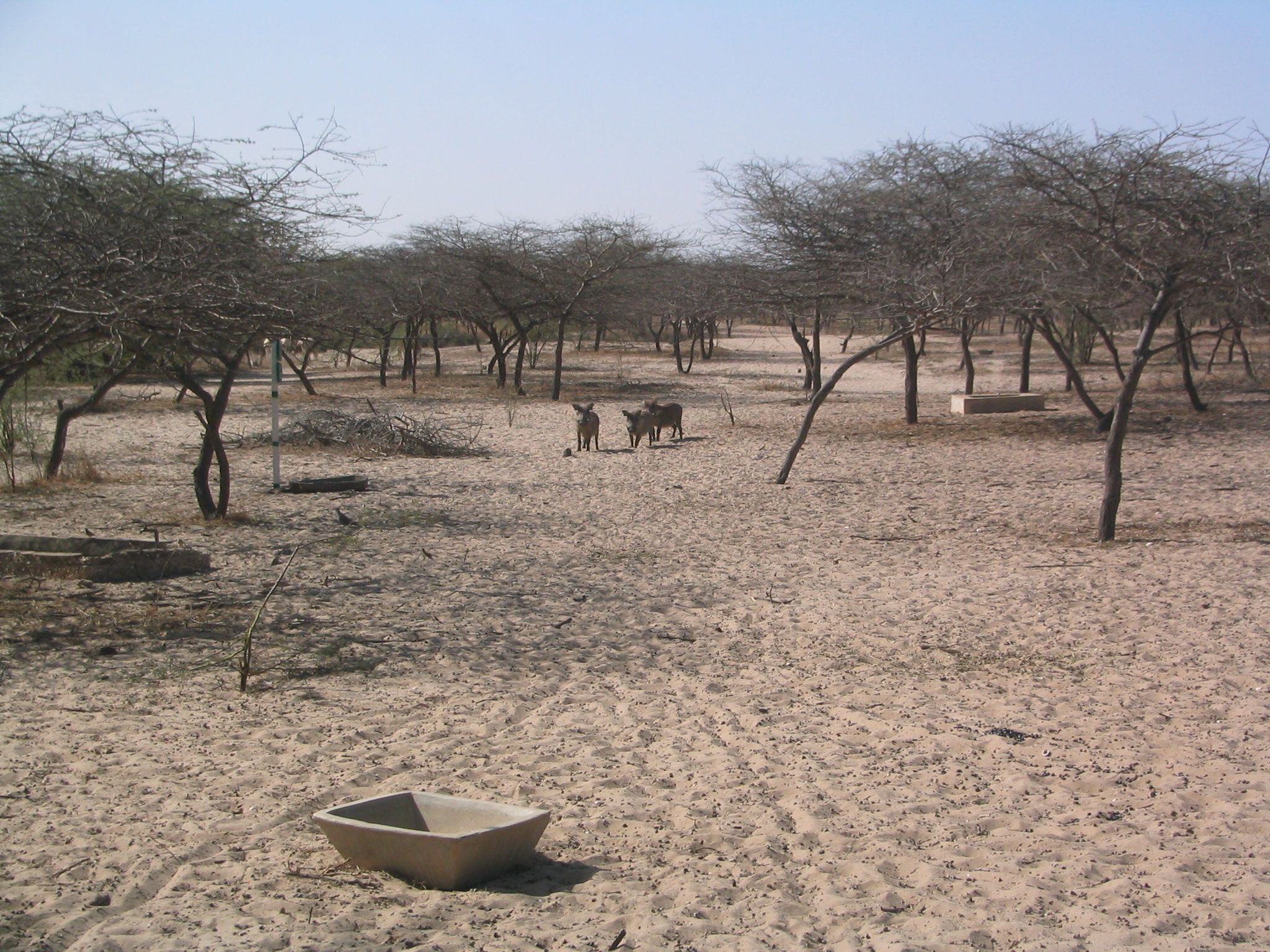
Phacochères
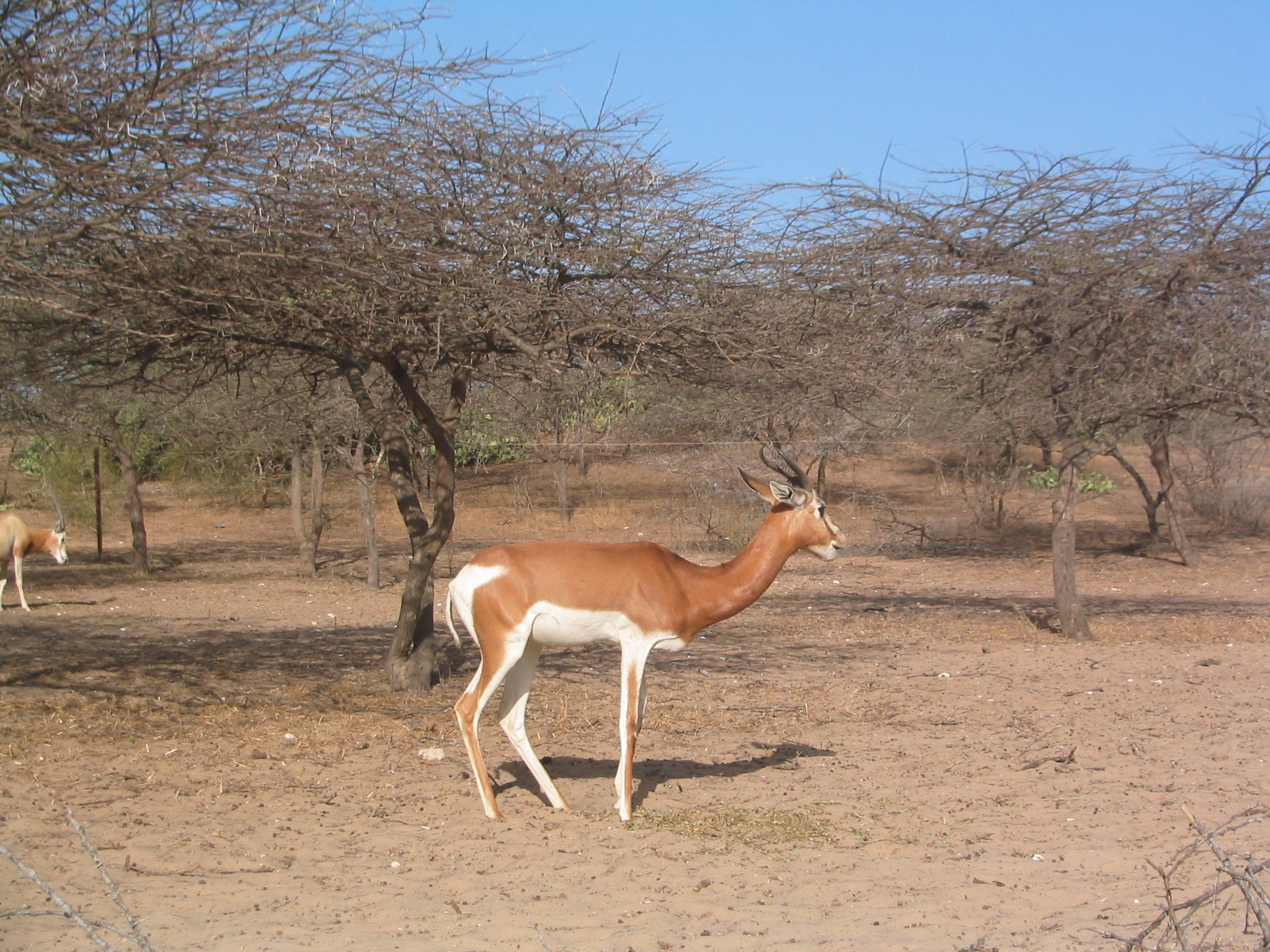
Gazelle dama

## Tourisme
De petite taille et d'accès facile, la réserve peut s'explorer à pied avec un guide chargé par les autorités militaire sénégalaise du bon fonctionnement du site ainsi que de la sécurité des animaux.

## Philatélie
En 1985, le Sénégal a édité un timbre en couleurs de Momar Ndiaye, La Réserve de Guembeul. De dimensions 30 x 40 cm, il représente quatre autruches.